# Bahnhof Altenau (Oberharz)

Der Bahnhof Altenau (Oberharz) war der einzige Bahnhof in der Stadt Altenau im Oberharz. Von 1914 bis 1976 bestand er als Endbahnhof der Bahnstrecke von Langelsheim.

## Geschichte

### Planung, Errichtung und Inbetriebnahme
Ab 1888 bestanden Pläne, die in Clausthal endende Bahnstrecke von Langelsheim nach Altenau und möglicherweise von dort bis Goslar oder Oker zu verlängern, damit aus der bisherigen Stichbahn eine Durchgangsbahn werden könnte, die in Hinblick auf die in Altenau ansässige Silberhütte Altenau und den einsetzenden Fremdenverkehr rentabler zu betreiben wäre. Erste Vorarbeiten begannen 1908, die eigentlichen Bauarbeiten im Februar 1912. Zur Überquerung mehrerer Gräben und Wasserläufe mussten vier Viadukte errichtet werden, von denen der Hellertalviadukt mit 15 Meter Höhe und 44 Meter Länge der größte war. Am 30. April 1914 wurde der Bahnhof Altenau (Harz) zusammen mit der Streckenverlängerung in Betrieb genommen. Sieben Zugpaare verkehrten täglich zwischen Altenau und Goslar.

### Unfall von 1950
Am Nachmittag des 18. September 1950 stand ein Personenzug am Hausbahnsteig des Bahnhofs Altenau für die Fahrt Richtung Goslar bereit, mit der Lokomotive in Richtung Goslar. Fahrgäste befanden sich noch nicht im Zug. Zwischen den Stationen Altenau und Clausthal Ost fanden Arbeiten am Oberbau statt, für die ein Bauzug eingesetzt war, der aus einer Lokomotive und fünf offenen Wagen bestand, von denen vier mit 80 t Schotter beladen waren und der mit Lokführer, Heizer und einem Zugführer besetzt war. Dessen Lokomotive befand sich Richtung Altenau am Zug.
Nachdem der Bauzug in Clausthal Ost abgefahren war, versagte dessen Bremse, so dass er in dem steilen Gefälle Richtung Altenau außer Kontrolle geriet und mit zunehmender Geschwindigkeit auf Altenau zufuhr. Aufgrund des hohen Gewichts der Dampflokomotive und der mit Schotter beladenen Wagen entgleiste der Zug in der kurvenreichen, 7,3 km langen Strecke nicht. Als das Zugpersonal den im Bahnhof Altenau vor ihnen stehenden Personenzug sah, sprang es vom Zug ab, ebenso der Lokführer des Personenzugs, als er den Bauzug auf sich zukommen sah. Alle, die sich auf dem Bahnsteig aufgehalten hatten, konnten sich noch in Sicherheit bringen.
Um 15:17 Uhr erfolgte der Aufprall. Dabei hatte der Bauzug eine Geschwindigkeit von 93 km/h. Die beiden Lokomotiven schoben sich ineinander, der Personenzug wurde 30 m zurückgeschoben, die drei ersten Güterwagen entgleisten und wurden zertrümmert, deren Schotterladung ergoss sich über den Bahnsteig, begrub auch den abgesprungenen Lokführer des Personenzugs unter sich und beschädigte das Empfangsgebäude. Der hinter der Lokomotive des Personenzuges stehende Gepäckwagen wurde in sich zusammengeschoben, der erste Personenwagen kletterte auf.
Der Zugführer des Bauzuges war sofort tot, die anderen Beamten, die abgesprungen waren, wurden schwer verletzt. Fünf weitere Bahn- und Postbeamte, die sich in dem Personenzug aufgehalten hatten, wurden leicht verletzt. Etwa 30 m Oberbau waren schwer beschädigt. Es dauerte drei Tage, bevor der Zugverkehr wieder aufgenommen werden konnte.

### Stilllegung und Nachnutzung
Nachdem die Bahnstrecke 1976 stillgelegt und die Gleise demontiert wurden, nutzte ab 1979 der städtische Schützenverein von 1525 das Empfangsgebäude als Schießstand, der Bahnhofsplatz wurde als Camping- und Reisemobil-Stellplatz genutzt.
2017 wurde das Gelände privatisiert und weiterhin als Camping- und Wohnmobilstellplatz genutzt.

## Bahnanlagen
Weil die Geländeverhältnisse um Altenau wenig Platz boten, wurde der Bahnhof weit ab der Stadt errichtet. Die Bahnanlagen umfassten ein Hauptgleis, zwei Nebengleise zum Umsetzen und Abstellen von Fahrzeugen, eine 42 Meter lange Holzverladerampe sowie ein Ladegleis mit Kopf- und Seitenrampe. Neben dem Empfangsgebäude mit 130 Meter langem Hausbahnsteig im typischen Harzer Stil gab es noch einen Mittelbahnsteig, welcher 200 Meter lang war. Zum Wenden von Dampflokomotiven gab eine Drehscheibe mit anfangs 14 Meter Durchmesser, welche später auf 16 Meter verlängert wurde. Bedient werden konnte die Drehscheibe sowohl von Hand, als auch mit Druckluft. Zur Versorgung der Dampflokomotiven diente ein aus einer Quelle gespeister Wasserbehälter, welcher den Wasserkran speiste.
Im Empfangsgebäude befand sich ein mechanisches Stellwerk der Bauart Jüdel.